# Бодуэн III де Гин
Бодуэн III (фр. Baudouin III de Guînes; ок. 1198 — 1244) — граф Гина с 1220 года, шателен Бурбура, сеньор Ардра и Туркуэна. Сын Арнуля II де Гина и Беатрисы де Бурбур.

## Биография
После развода родителей жил с матерью при дворе графа Фландрии Феррана Португальского. В 1214 году вернулся к отцу.
С 1220 года граф Гина, с 1224 года, после смерти матери — шателен Бурбура. С 1238 года, когда образовалось графство Артуа, стал его вассалом.
Имел большие земельные владения в Англии (6 маноров) и участвовал там в феодальных войнах. В 1238 году во главе английского отряда оказал поддержку императору Фридриху II в его войне с Ломбардской лигой.
Умер в 1244 году, похоронен в аббатстве Сен-Медар д’Ардр.

## Семья
Жена — Маго (Матильда), дочь Гильома де Фьенна и Агнессы де Даммартен. Дети:
- Аделина, муж — Гийом Ипрский, шателен Сент-Омера
- Арнуль (1225—1283), граф Гина
- Бодуэн, сеньор де Сангат
- Ида, муж — Жерар де Пруви.